# Index de l’égalité professionnelle
L'Index de l'égalité professionnelle est une initiative du gouvernement français prise durant le premier quinquennat d'Emmanuel Macron.
Toutes les entreprises de plus de 50 salariés doivent s'y soumettre : il s'agit de calculer un score sur 100, visant à mesurer les inégalités de salaires entre les hommes et les femmes employés par la société. En dessous d'un score de 75, l'entreprise doit prendre des « mesures correctrices », au risque de se voir infliger une amende, de 1 % de la masse salariale totale,.
L’Index est composé de 4 à 5 indicateurs selon que l’entreprise a moins ou plus de 250 salariés :
- l’écart de rémunération femmes-hommes,
- l’écart de répartition des augmentations individuelles,
- l’écart de répartition des promotions (uniquement dans les entreprises de plus de 250 salariés),
- le nombre de salariées augmentées à leur retour de congé de maternité,
- la parité parmi les 10 plus hautes rémunérations[3].

## Critiques
En 2021, un DRH rapporte anonymement à France Inter que les entreprises peuvent s'arranger pour gonfler leur score, permettant ainsi d'échapper aux sanctions.